# Manfred Mudelsee
Manfred Mudelsee (* 6. Oktober 1962 in Heidelberg) ist ein deutscher Klimaforscher. Die Schwerpunkte seiner wissenschaftlichen Arbeit sind Paläoklimatologie, Meteorologie, Hydrologie und Statistik. Er erforscht unter anderem Wetterextreme (zum Beispiel Hochwasser) und deren Zusammenhänge mit dem Klimawandel. Er erstellt Risikoanalysen für extreme Wetterereignisse auf Basis von statistischen Zeitreihenanalysen und mathematischen Simulationsmethoden. Mit einem h-Index von 47 (Stand November 2024) ist er laut der Datenbank Scopus ein vielfach zitierter Wissenschaftler in seinem Forschungsgebiet.

## Leben
Mudelsee schloss das Studium der Physik an der Universität Heidelberg 1990 mit dem Diplom im Schwerpunkt Umweltphysik ab.
Von 1992 bis 1997 arbeitete er als Wissenschaftlicher Mitarbeiter am Institut für Geowissenschaften der Universität Kiel. In seiner Dissertation, die er im Jahr 1995 fertigstellte, beschäftigte sich Mudelsee mit statistischen Analysemethoden für Zeitreihen des Paläoklimas. Im Anschluss war er als Postdoc an der University of Kent im britischen Canterbury am Institut für Mathematik und Statistik tätig.
Ab 1999 forschte und lehrte Mudelsee am Institut für Meteorologie der Universität Leipzig. Dort gelang ihm unter anderem der Nachweis, dass die Vereisung des Nordpols 500.000 Jahre früher begann als zuvor angenommen. Zudem beschäftigte er sich mit Langzeitmessungen von Wassermengen in Flüssen und erstellte Rechenmodelle, die bei der Vorhersage von Hochwasser oder Trockenperioden genutzt werden können. In einem Artikel in der Fachzeitschrift Nature führte er 2003 das Bootstrapping-Verfahren für Hochwasser-Risikoanalysen ein. Von 2003 bis 2004 war Mudelsee als Gastwissenschaftler an der Boston University und analysierte gemeinsam mit Maureen Raymo umfangreiche Daten aus marinen Sedimentkernen. 2007 verließ er die Universität Leipzig.
2005 gründete Mudelsee in Halle (Saale) das Unternehmen Climate Risk Analysis, das heute seinen Sitz in Bad Gandersheim (Stadtteil Heckenbeck) hat. Das Forschungsunternehmen erstellt nach eigenen Angaben Risikoanalysen zu extremen Klima- und Wetterereignissen und arbeitet dafür mit Politik, Wirtschaft und Universitäten zusammen. 2012 sorgte eine Kontroverse um das Buch Die kalte Sonne der Autoren Fritz Vahrenholt und Sebastian Lüning für Aufsehen. Mudelsee kritisierte die beiden Autoren, seine Forschungsergebnisse zu Klimazeitreihen „missbraucht und instrumentalisiert“ zu haben, „um ihre wissenschaftlich nicht belegte Behauptung zu stützen, dass Sonnenzyklen der dominante Antrieb des Erdklimas auf dekadischen bis tausendjährigen Zeitskalen wären“.
Von 2007 bis 2025 war Mudelsee als Gastwissenschaftler am Alfred-Wegener-Institut Helmholtz-Zentrum für Polar- und Meeresforschung in Bremerhaven tätig. Von 2011 bis 2016 war er Gastwissenschaftler beim MARUM – Zentrum für Marine Umweltwissenschaften der Universität Bremen. Seit Mai 2022 ist Mudelsee auch wissenschaftlicher Mitarbeiter an der Universität Potsdam, Institut für Geowissenschaften.
2021 gründete Mudelsee die Non-Profit-Organisation Advanced Climate Risk Education.

## Trivia
Mudelsee war auch als Schachspieler aktiv, so gewann er das 10. Deutsche Fernschachpokalturnier 1985, trägt den Titel eines FIDE-Meisters und spielte unter anderem mehrere Jahre für die SG Heidelberg-Kirchheim in der Schachbundesliga.

## Schriften (Auswahl)
- Entwicklung neuer statistischer Analysemethoden für Zeitreihen mariner, stabiler Isotopen: die Evolution des globalen plio-/pleistozänen Klimas. Tectum Wissenschaftsverlag, Marburg 1995, ISBN 978-3-89608-462-0 (Dissertation).
- Climate Time Series Analysis : Classical Statistical and Bootstrap Methods. Springer International Publishing, Cham 2014/2010, ISBN 978-3-319-04449-1.
- Statistical Analysis of Climate Extremes. Cambridge University Press, Cambridge 2020, ISBN 978-1-107-03318-4.